# Der siebte Bua
Der siebte Bua ist ein bayerisches Lustspiel von Max Neal und Max Ferner. Es stammt aus dem Jahre 1920.

## Handlung
Der Bauer Kornreuther ist an allem arm, nur nicht an Kindern. Er hat sechs Buben und seine Frau ist wieder guter Hoffnung. Für den siebten Sohn übernimmt Prinzregent Luitpold die Patenschaft und vergibt eine großzügige Geldprämie.
Leider handelt es sich bei dem Neugeborenen um ein Mädchen. Niemand will es dem jähzornigen Hausherren erzählen und so wird die Tatsache durch einige Täuschungen verheimlicht. Als es Kornreuther auffällt, ist der Prinzregent schon informiert und um die Prämie nicht zu verlieren, verstrickt er sich in allerlei Verwirrungen und Verdrehungen.

## Verfilmungen
Der Komödienstadel Erstausstrahlung: 1. November 1993
- Bernd Helfrich: Simon Kornreuther
- Sabina Trooger: seine Frau Genoveva
- Dorothee Hartinger: deren Schwester Leni
- Fred Stillkrauth: Andreas Brucklechner
- Werner Schnitzer: Matthias Roggenberger
- Hans Kitzbichler: dessen Sohn Georg
- Hans Schuler: Pongratz Kleemaier
- Frithjof Vierock: Schneidermeister Ignaz Stangelhofer
- Sarah Camp: Hebamme Barbara Straßmayer
- Heino Hallhuber: Flügeladjutant
- Werner Zeussel: Gendarmeriewachtmeister
- Peter Kadius: Scherenschleifer
- Anton Feichtner: Postbote
- Ulrich Berchtenbreiter: Pfarrer
- Kim Flammiger: Kreszenz
- Holger Zimmermann: Stückbearbeitung
- Rainer Wolffhardt: Regie[2][3][4]